# Karrenstein

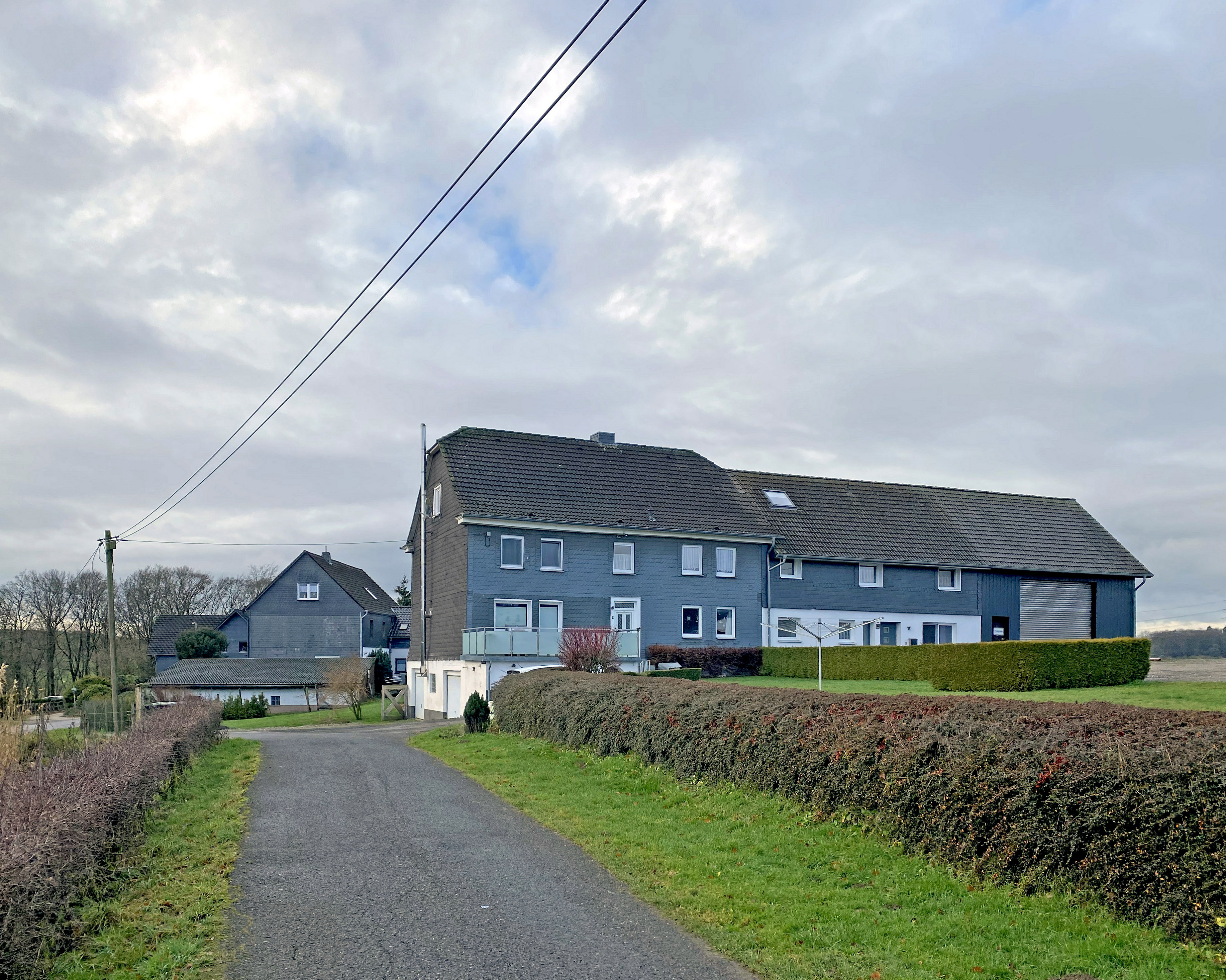
Karrenstein aus Nordost

Karrenstein ist eine Ortschaft in Hückeswagen im Oberbergischen Kreis im Regierungsbezirk Köln in Nordrhein-Westfalen (Deutschland).

## Lage und Beschreibung
Karrenstein liegt im nördlichen Hückeswagen oberhalb der Wuppertalsperre. Nachbarorte sind Oberhombrechen (Entfernung 1.200 Meter Luftlinie), Mittelhombrechen (Entfernung 600 Meter Luftlinie), Niederhombrechen (Entfernung 500 Meter Luftlinie), Neukretze, Kormannshausen, Mitberg und über die Wuppertalsperre hinweg Hammerstein, Dürhagen, Voßhagen und Steffenshagen.
Die Ortschaft ist über eine Zufahrtsstraße erreichbar, die zwischen Kormannshausen und Neuenherweg von der Kreisstraße K11 abzweigt und auch Vormwald, Oberhombrechen und Mittelhombrechen anbindet.
Der südöstlich im Tal verlaufende Kretzer Bach mündet nahe Karrenstein in der Wuppertalsperre. Im Norden der Ortschaft erstreckt sich die Anhöhe Jostberg (317 m ü. NN). Die Wuppertalsperre liegt ca. 150 Meter Luftlinie von der ersten Gebäuden der Ortschaft entfernt.

## Geschichte
Der Ort wurde 1484 das erste Mal urkundlich in alten Kirchenrechnungen erwähnt. Die Schreibweise der Erstnennung lautete Karensteyn. Die Karte Topographia Ducatus Montani aus dem Jahre 1715 zeigt den Hof als Karrenstein. Im 18. Jahrhundert gehörte der Ort zum bergischen Amt Bornefeld-Hückeswagen.
1815/16 lebten 14 Einwohner im Ort, im Jahr 1820 hatte Karrenstein gemäß offizieller Aufzeichnungen 16 Einwohner und wurde als Bauernhof geführt. 1832 gehörte Karrenstein der Herdingsfelder Honschaft an, die ein Teil der Hückeswagener Außenbürgerschaft innerhalb der Bürgermeisterei Hückeswagen war. Der laut der Statistik und Topographie des Regierungsbezirks Düsseldorf als Weiler kategorisierte Ort besaß zu dieser Zeit ein Wohnhaus und drei landwirtschaftliche Gebäude. Zu dieser Zeit lebten sieben Einwohner im Ort, allesamt evangelischen Glaubens.
Im Gemeindelexikon für die Provinz Rheinland werden 1885 drei Wohnhäuser mit 18 Einwohnern angegeben. Der Ort gehörte zu dieser Zeit zur Landgemeinde Neuhückeswagen innerhalb des Kreises Lennep. 1895 besitzt der Ort zwei Wohnhäuser mit 16 Einwohnern, 1905 zwei Wohnhäuser und 13 Einwohner.
Ende des 19. Jahrhunderts brannte in dem Ort der Hof von Ewald Rellenmann ab.

## Naturschutz
An der Wuppertalsperre sind die Ufer und Talhänge zur Wuppertalsperre unter Naturschutz gestellt, nicht aber die Wupper selbst.

## Freizeit

### Sport
In Karrenstein liegt der Sportplatz des FC Karrenstein. Er hat eine Rasenspielfläche und eine Flutlichtanlage. Aufgrund seiner Topographie – das Spielfeld hat ein leichtes Gefälle – ist er bei Gastvereinen gefürchtet.

### Wander- und Radwege
Folgende Wanderwege führen durch den Ort:
- Der Bezirkswanderweg ◇6 (Wupperweg) des SGV-Bezirks Bergisches Land
- Die Straße der Arbeit des SGV-Bezirks Bergisches Land
- Der Ortswanderweg ━ von Purd zur Wiebach-Vorsperre
- Der Ortsrundwanderweg A10

### Vereinswesen
- FC Karrenstein (Hobby-Fußballclub ohne Verbandsangehörigkeit)